# روزیان (زاکسن-آنهالت)
روزیان (به آلمانی: Rosian) یک منطقهٔ مسکونی در آلمان است که در موکرن واقع شده‌است. روزیان ۵۹۰ نفر جمعیت دارد.